# Jižní Francie
Jižní Francie, francouzsky le Midi, je makroregion ležící v jižní části Francie. Tvoří jej regiony Nová Akvitánie, Okcitánie, Provence-Alpes-Côte d'Azur, dále jižní část provincie Auvergne-Rhône-Alpes. Zpravidla je jako součást regionu považován také ostrov Korsika ležící severně od ostrova Sardinie. Region Jižní Francie bývá typicky řazen do Jižní Evropy, a to zejména vzhledem k jeho přístupu ke Středozemnímu moři.  
Nejvýznamnějšími městy regionu jsou Marseille, Toulouse, Bordeaux, Nice a Montpellier. Významnými geografickými celky v regionu jsou zejména pohoří Pyreneje a také Francouzské Alpy. Region je významným střediskem turismu v zemi, populární jsou zejména oblasti na pobřeží Středozemního moře, zejména Francouzská Riviéra. Mezi další významné destinace v regionu se řadí Canal du Midi, Grand canyon du Verdon, Amfiteátr v Nîmes nebo Pont du Gard.  
Specifická je i jihofrancouzská kuchyně, která je typická pro četné používání olivového oleje namísto másla. Rozšířeno je zde také pěstování vína, pro region je typická produkce silných vín. Typickým sýrem regionu je plísňový sýr roquefort, významným pokrmem je zde také například Foie gras.  

## Okcitánie
Většina území Jižní Francie je zároveň tvořena historicko-geografickým regionem zvaným Okcitánie, tj. oblasti Francie, kde byla historicky dominantním jazykem okcitánština. Součástí Okcitánie jsou však také regiony Auvergne a Limousin, které zpravidla nejsou raženy jako součást Jižní Francie.   